# Yellowstone-kalderan
Yellowstone-kalderan är en aktiv supervulkan som huvudsakligen är belägen i Wyoming, USA.

## Tidigare utbrott
Den hade ett gigantiskt utbrott för 640 000 år sedan, då ett flera kvadratmil stort område i de centrala delarna av Yellowstone nationalpark exploderade. De omgivande områdena förstördes och hela västra USA, samt en stor del av amerikanska mellanvästern, norra Mexiko och en del områden på östra Stillahavskusten täcktes av aska och askflöden. Det skapade en 70 kilometer lång och 30 kilometer bred kaldera ovanpå en gigantisk magmakammare.

## Risker
Yellowstone får normalt ett utbrott vart 600 000:e år. Idag har det gått 640 000 år sedan det senaste. Dess utbrott är de största man känner till på jorden och producerar dramatiska klimatförändringar efteråt.
2003 skedde märkbara förändringar i den termiska aktiviteten. De ledde till att vissa delar av parken stängdes av. Andra upptäckter inkluderar att en bula har växt fram i Yellowstonesjön (växer med 1–5 cm per år). 
Den 10 mars 2004 upptäckte en biolog fem döda bisonoxar som hade inhalerat ett utsläpp av giftiga geotermiska gaser, efter det blev det möjligt för parken att tvinga bort besökare när gashalterna blir för höga. Sedan april 2004 har parken upplevt vågor av jordbävningar. Vetenskapen kunde då inte säga hur de ska tolka dessa uppkomna händelser. USA:s regering svarade med att satsa större resurser på att övervaka vulkankraterområdet och be besökare att följa skyltade säkra spår.
Totalt har över 2 500 jordbävningar skett i området. Idag vet forskare att supervulkanen är aktiv och har hög chans att få utbrott i framtiden (1 000–2 000 år).